# Nagy Margit (tornász)
Nagy Margit, Sándor Istvánné (Debrecen, 1921. május 29. – Debrecen, 2001. január 15.) olimpiai ezüstérmes magyar tornász, edző.

## Élete
Középiskolai tanulmányait a debreceni Református Dóczi Leánygimnáziumban végezte. 1932-től volt a DTE sportolója. Az 1936. évi nyári olimpiai játékokon torna, összetett csapat versenyszámban bronzérmet szerzett.. 1937-ben és 1947-ben felemás korláton magyar bajnok. Az 1948. évi nyári olimpiai játékokon torna, összetett csapat versenyszámban ezüstérmes lett. 1952-ben visszavonult az aktív sportolástól és edzősködött. Debrecen város díszpolgára (1995).

## Díjai, elismerései
- Magyar Köztársasági Sportérdemérem ezüst fokozat (1949)[2]
- Magyar Népköztársasági Sportérdemérem ezüst fokozat (1951)[3]
- A Magyar Népköztársaság kiváló sportolója (1951)[4]